# Santiago Ayuquililla
Santiago Ayuquililla är en kommun i Mexiko.   Den ligger i delstaten Oaxaca, i den sydöstra delen av landet, 210 km sydost om huvudstaden Mexico City.
Följande samhällen finns i Santiago Ayuquililla:
- Mogote Colorado